# Bandai-Atami Sports Park Koriyama Skating Rink
De Bandai-Atami Sports Park Koriyama Skating Rink (磐梯熱海スポーツパーク郡山スケート場) is een ijsbaan in Koriyama in de prefectuur Fukushima. De openlucht-kunstijsbaan is geopend in 1993 voor het National Sports Festival of Japan (Kokutai) dat in 1995 plaatshad in Fukushima. De ijsbaan ligt op 340 meter boven zeeniveau. De baan fungeert 's zomers als skeelerbaan.
Jaarlijks vindt op de eerste zondag van december het zogenaamde Tsururinko-festival plaats, met als hoofdattractie het touwtrekken op schaatsen.